# Plectreurys mojavea
Espèce
Plectreurys mojavea est une espèce d'araignées aranéomorphes de la famille des Plectreuridae.

## Distribution
Cette espèce est endémique de Californie aux États-Unis,. Elle a été découverte à Palmdale dans le comté de Los Angeles dans le désert des Mojaves.

## Description
Le mâle holotype mesure 7 mm et la femelle 9,3 mm.

## Étymologie
Son nom d'espèce lui a été donné en référence au lieu de sa découverte, le désert des Mojaves.

## Publication originale
- Gertsch, 1958 : The spider family Plectreuridae. American Museum Novitates, no 1920, p. 1-53 (texte intégral).